# Лакугот-Кадуль
Лакуго́т-Каду́ль (фр. Lacougotte-Cadoul, окс. La Cogòta Cadol) — коммуна во Франции, находится в регионе Юг — Пиренеи. Департамент — Тарн. Входит в состав кантона Лавор-Кокань. Округ коммуны — Кастр.
Код INSEE коммуны — 81126.

## География

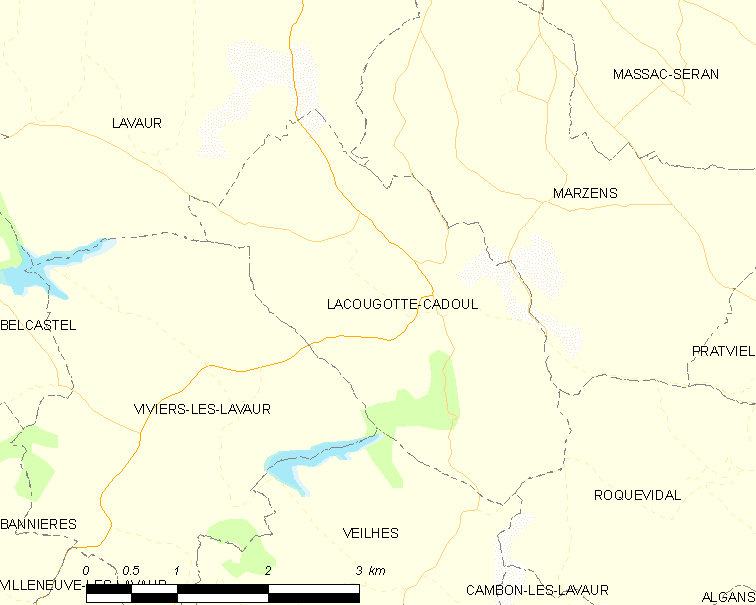
Карта коммуны

Коммуна расположена приблизительно в 590 км к югу от Парижа, в 32 км восточнее Тулузы, в 45 км к юго-западу от Альби.

## Климат
Климат умеренно-океанический. Зима мягкая и дождливая, лето жаркое с частыми грозами. Ветры довольно редки.

## Население
Население коммуны на 2010 год составляло 163 человека.
| 1962 | 1968 | 1975 | 1982 | 1990 | 1999 | 2010 |
| ---- | ---- | ---- | ---- | ---- | ---- | ---- |
| 172  | 131  | 101  | 109  | 124  | 137  | 163  |

## Экономика
В 2007 году среди 101 человека в трудоспособном возрасте (15—64 лет) 79 были экономически активными, 22 — неактивными (показатель активности — 78,2 %, в 1999 году было 74,7 %). Из 79 активных работали 72 человека (40 мужчин и 32 женщины), безработных было 7 (2 мужчин и 5 женщин). Среди 22 неактивных 8 человек были учениками или студентами, 6 — пенсионерами, 8 были неактивными по другим причинам.